# Sagy, Val-d'Oise
Sagy är en kommun i departementet Val-d'Oise i regionen Île-de-France i norra Frankrike. Kommunen ligger i kantonen Vigny som tillhör arrondissementet Pontoise. År 2022 hade Sagy 1 100 invånare.

## Befolkningsutveckling
Antalet invånare i kommunen Sagy
| Referens: INSEE |